# State of the Arts
State of the Arts – wydany w 2005 roku czwarty studyjny album amerykańskiego rapera Afu-Ra. W nagraniach brał udział m.in. członek Wu-Tang Clan, Masta Killa

## Lista utworów
| #  | Tytuł              | Producent        | Wykonanie                          |
| -- | ------------------ | ---------------- | ---------------------------------- |
| 1  | „Intro”            | Afu-Ra           | *Interlude*                        |
| 2  | „God Of Rap”       | Eric Weis        | Afu-Ra                             |
| 3  | „Power (Skit #1)”  |                  | *Interlude*                        |
| 4  | „Pusha”            | DJ Roach         | Afu-Ra, Royce da 5’9”              |
| 5  | „Prankster”        | PF Cuttin        | Afu-Ra                             |
| 6  | „Livin Like Dat”   | Bronze Nazareth  | Afu-Ra, Masta Killa                |
| 7  | „Rumble”           | Eric Weis        | Afu-Ra                             |
| 8  | „Power (Skit #2)”  |                  | *Interlude*                        |
| 9  | „Why Cry”          | DJ Kemo          | Afu-Ra, Gentleman                  |
| 10 | „Ghetto Hell”      | Natty Dred       | Afu-Ra                             |
| 11 | „Cry Baby”         | Compressor Beats | Afu-Ra, Lady Blue, Q               |
| 12 | „Dynamite”         | Preservation     | Afu-Ra                             |
| 13 | „Sucka Free”       | DJ Premier       | Afu-Ra                             |
| 14 | „Deal Wit It”      | PF Cuttin        | Afu-Ra, Kardinal Offishall, Jahdon |
| 15 | „BK Dance”         | Big Syphe        | Afu-Ra                             |
| 16 | „Only U”           | Eric Weis        | Afu-Ra                             |
| 17 | „Poisonous Taoist” | PF Cuttin        | Afu-Ra                             |
| 18 | „Power (Skit #3)”  |                  | *Interlude*                        |